# .bike
.bike est un domaine Internet de premier niveau générique non-restreint.
Ce domaine est destiné aux organisations reliées au vélo (« bike » en anglais), mais il est ouvert à tous sans restrictions.

## Historique
Le domaine .bike a été créé en janvier 2014.

## Statistiques d'usage
En janvier 2025, environ 16 000 domaines utilisent l'extension .bike.